# Doğucan Haspolat
Doğucan Haspolat (* 11. Februar 2000 im Rotterdam) ist ein türkisch-niederländischer Fußballspieler, der seit September 2022 beim Trabzonspor unter Vertrag steht. Außerdem ist er türkischer Nachwuchsnationalspieler.

## Karriere

### Verein
Haspolat spielt in seiner Jugend bei Excelsior Rotterdam. Sein Profidebüt gab er am 27. August 2016 in einem Eredivisie-Spiel gegen Feyenoord Rotterdam. Am 20. Januar 2020 wechselte er zum Süper-Lig-Klub Kasımpaşa Istanbul und unterzeichnete einen 3,5-Jahres-Vertrag. Am 17. Juli 2022 wechselte er mit einem 3-Jahres-Vertrag zu Trabzonspor.

### Nationalmannschaft
Haspolat wurde in den Niederlanden geboren und ist türkischer Abstammung. Er war ein ehemaliger Jugendnationalspieler der Niederlande, bevor er in die Türkei U21 wechselte. Bisher absolvierte er 1 Länderspiel.